# Lago Kölpin
El lago Kölpin (en alemán: Kölpinsee) es un lago situado en el distrito de Llanura Lacustre Mecklemburguesa, en el estado de Mecklemburgo-Pomerania Occidental (Alemania), a una altitud de 62.1 metros; tiene un área de 2029 hectáreas.
Se encuentra ubicado junto a la orilla norte del lago Müritz, el mayor de Alemania.